# 粉末散布車 (陸上自衛隊用)

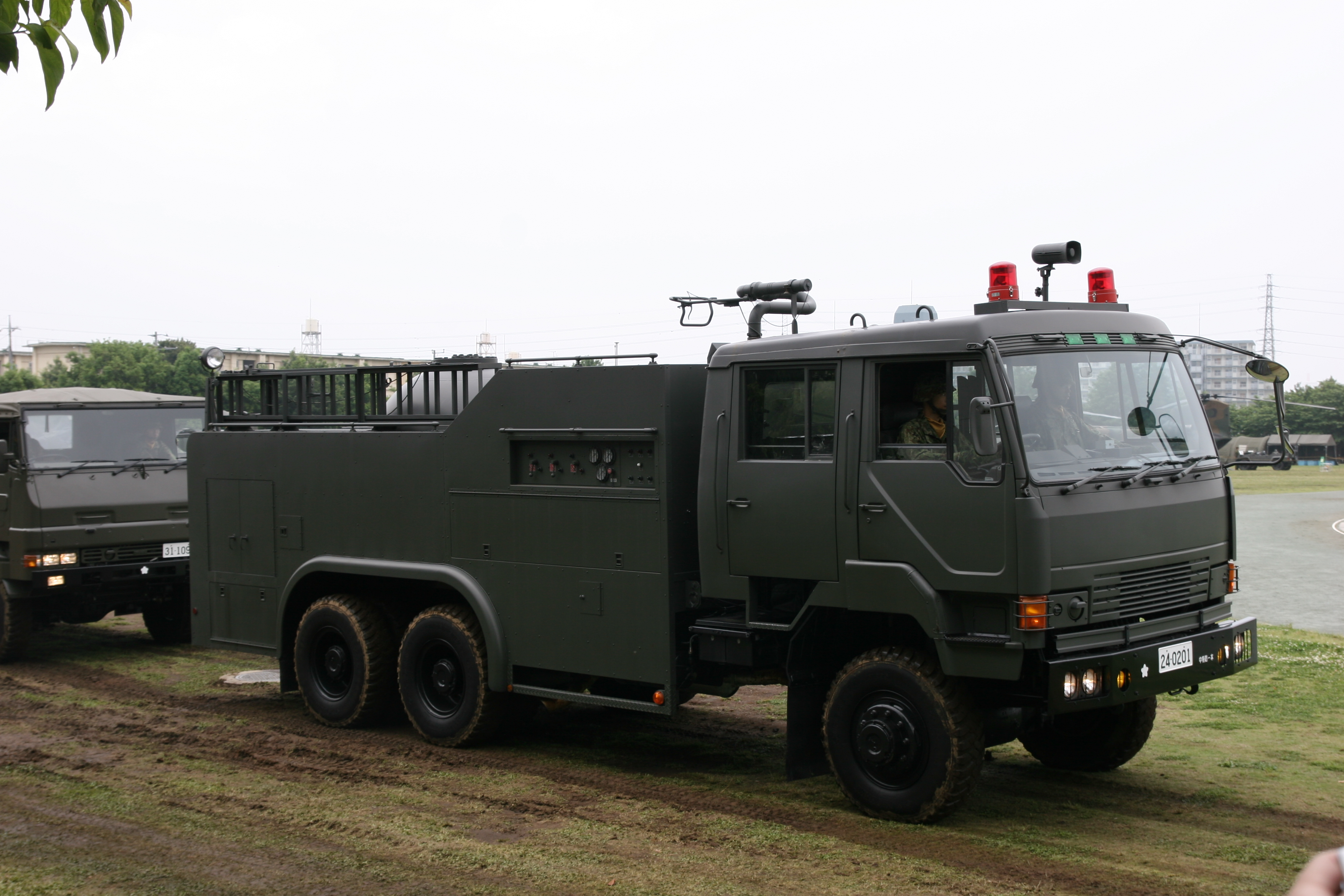
観閲行進に参加する粉末散布車

粉末散布車（ふんまつさんぷしゃ）は、陸上自衛隊の装備。陸上自衛隊での消火活動に使用される。化学火災に限らず、一般火災でも使用可能。化学消防車の一種。化学火災では液体散布車と行動を共にすることが多い。

## 諸元
- 全長：8,885mm
- 全高：3,500mm
- 全幅：2,490mm
- 全備重量：15,000kg
- タンク容量：2,000L

## 特徴
火災に際し、粉末化学消火剤を散布して消火する。粉末散布には窒素ガスを使用している。一般火災にも使用できるが、化学火災でその威力が発揮される。
大宮駐屯地の中央特殊武器防護隊にのみ配備される。
欠点としては、散布する消火剤のコスト（値段）が高いことである。

## 製作
- ジーエムいちはら工業